# Улица Мите Поповића (Сомбор)
| Улица Мите Поповића | Улица Мите Поповића             |
| ------------------- | ------------------------------- |
|                     |                                 |
| Почетак             | Венац војводе Степе Степановића |
| Крај                | Улица Војничка                  |
| Дужина              | око 580 m                       |
| Ширина              | 20 до 21 m                      |
| Створена            |                                 |
| Названа             |                                 |
| Стари називи        | Аполонова                       |
|                     |                                 |
|                     |                                 |
| Поглед на улицу     |                                 |

Улица Мите Поповића  је једна од градских улица у Сомбору, седишту Западнобачког управног округа. Протеже се правцем који повезује Венац војводе Степе Степановоћа и Улицу Војничку. Дужина улице је око 580 м.

## Назив улице
У прошлости се улица звала Аполонова.
Улица данас носи назив по Мити Поповићу (Баја, Мађарска, 1841 – Будимпешта, 1888), драмском писцу. Мита Поповић је био један период свог живота становник Сомбора, где се 1878. године доселио и радио као адвокат.

## Суседне улице
- Венац војводе Степе Степановоћа
- Улица Самка Радосављевића
- Улица Војничка

## Улицом Мите Поповића
Улица Мите Поповића је улица у којој се налази неколико адвокатских канцеларија, кафеа, фирми, угоститељских објеката. Улица је са приземним кућама и неколико стамбених зграда новије градње.

### Значајније институције и објекти у улици[3]
- Адвокатске канцеларије (три канцеларије), на броју 4
- Адвокатска канцеларија, на броју 23
- Адвокатска канцеларија, на броју 38
- Кафе ресторан Тема, на броју 4
- Јавни бележник, на броју 8
- Кафе Теа Плус, на броју 8
- Књиговодствена агенција Млаке, на броју 13/Б
- Књижара Пергамона, на броју 4
- Собе Релић, на броју 6
- GOROVEL - корпоративна канцеларија, на броју 13
- Специјалистичка амбуланта за плућне болести и ТБЦ са дневном болницом - Општа болница "Др Радивој Симоновић" Сомбор, на броју 18а

Амбуланта располаже са 4 постеље за дневни третман плућних болесника, а дравствене услуге пружају три лекара.
- Тербоиноx - нерђајући челик, на броју 38

Предузеће Тербоиноx основано је 2010. године и бави се увозом и продајом материјала од нерђајућег челика и алуминијума.